# Святой Пётр (гукор)
«Святой Пётр» — парусный гукор Сибирской флотилии Российской империи, участник Второй камчатской экспедиции.

## Описание судна
«Святой Пётр» представлял собой парусный деревянный гукор. Длина судна составляла 10,7 метра, ширина, по сведениям из различных источников, — от 3,65 до 3,7 метра, а осадка — от 1,6 до 1,7 метра.
Гуккор был одним из 18 парусных и парусно-гребных судов Российского императорского флота, носивших это наименование. Такое же наименование носили пакетбот, из которого и был построен гуккор после кораблекрушения, и первая парусная яхта Петра I, в составе Балтийского флота несли службу 6 парусных линейных кораблей 1720, 1741, 1760, 1786, 1794 и 1799 годов постройки, один парусный фрегат 1710 года постройки и галера 1704 года постройки, а также захваченный у шведов в 1704 году галиот, бригантина, купленная в 1787 году, и гукор, купленный в 1772 году. В составе Черноморского флота служил одноимённый бомбардирский корабль, переоборудованной в 1788 году из галиота «Тарантул», в составе Каспийской флотилии — 2 гекбота 1723 и 1726 годов постройки и шнява 1746 года постройки, а в составе Охотской флотилии — галиот 1768 года постройки.

## История службы
Гукор «Святой Пётр» был построен участниками Второй камчатской экспедиции на острове Беринга из разбившегося одноимённого пакетбота. Строительством руководил Савва Стародубцев. Судно было спущено в начале августа 1742 года, и с 14 по 27 августа пережившие зимовку участники экспедиции перешли на нём в Петропавловский порт.
Летом 1743 года гукор был переведён в Охотск и использовался в качестве транспортного судна для доставки грузов в порты Охотского моря.
В октябре 1753 года по пути из Охотска на Камчатку находился в составе отряда лейтенанта В. А. Хметевского. 12 октября шквальным ветром судно было выброшено на берег между устьями рек Воровская и Компаковская. Во время кораблекрушения погибло 12 членов экипажа. Впоследствии гукор был снят с берега, отремонтирован, введён в строй и продолжил использоваться в качестве грузового судна Сибирской флотилии.
В 1755 году, по пути из Ямска в Охотск, сильным противным ветром «Святой Пётр» был отнесен к берегам Камчатки, после чего выброшен на берег и разбит в районе устья реки Воровская.

## Командиры судна
Командирами гукора «Святой Пётр» в разное время служили:
- С. Л. Ваксель (1742—1743 годы);
- штурман Г. Иванов (1753 год);
- штурман Г. Пушкарёв (1755 год).